# Остаться в живых (сезон 3)
Третий сезон сериала «Остаться в живых» начался в США и Канаде 4 октября 2006 и закончился 23 мая 2007 года. Он продолжает следить за более чем 40 выжившими с рейса 815 Oceanic Airlines, который рухнул на отдалённом острове на юге Тихого океана за 68 дней до начала событий, описываемых в первом эпизоде сезона. Продюсеры заявили, что если первый сезон был представлением героев, а второй — о бункере, то третий сезон о Других — загадочной группе людей, населяющих остров.
В ответ на жалобы фанатов по поводу времени выхода предыдущих сезонов эпизоды вышли в эфир двумя блоками без повторов. В США первый блок состоял из шести эпизодов, выходивших в эфир по средам в 21:00. После 12-недельного перерыва сезон продолжился оставшимися шестнадцатью эпизодами, выходившими в 22:00. Дополнительно было сделано три клип-шоу о прошлом в сериале: Lost: A Tale of Survival вышел за неделю до старта сезона, Lost Survivor Guide — перед вторым блоком и Lost: The Answers — перед финалом сезона. Buena Vista выпустила сезон на DVD и Blu-ray под заголовком Lost: The Complete Third Season — The Unexplored Experience 11 декабря 2008 года в первом регионе.

## Команда
Сезон был снят компанией Touchstone Television (ныне ABC Studios), Bad Robot Productions и Grass Skirt Productions и был показан в США на канале ABC. Исполнительными продюсерами третьего сезона были: создатель сериала Джеффри Абрамс, сосоздатели Дэймон Линделоф, Брайан Бёрк, Джек Бендер, Джефф Пинкнер и Карлтон Кьюз. Сценаристами были: Линделоф, Кьюз, соисполнительные продюсеры Эдвард Китсис и Адам Хоровиц, соисполнительный продюсер Дрю Годдард, наблюдающий продюсер Элизабет Сарнофф, редактор сюжета Кристина М. Ким и исполнительный редактор сюжета Брайан К. Вон. Постоянными режиссёрами были: Бендер, наблюдающие продюсеры Стивен Уильямс, Пол Эдвардс и Эрик Ланёвилль.

## Актёрский состав

Слева направо: Бен, Кейт, Сойер, Клэр, Чарли, Джек, Локк, Саид, Сун, Десмонд, Хёрли, Джин и Джульет

В третьем сезоне было шестнадцать главных персонажей, что сделало сериал вторым по величине актёрского ансамбля в 2006 и 2007 телевизионном сезоне, позади «Отчаянных домохозяек». Персонажи кратко охарактеризованы и приведены в порядке убывания количества появлений в третьем сезоне. Мэттью Фокс в роли Джека Шепарда, Эванджелин Лилли в роли Кейт Остин, Доминик Монаган в роли Чарли Пэйса, Генри Йен Кьюсик в роли Десмонда Хьюма, Навин Эндрюс в роли Саида Джарра, Элизабет Митчелл в роли Джульет Бёрк, Дэниел Дэ Ким в роли Джина Квона, Ким Юнджин в роли Сун Квон, Хорхе Гарсиа в роли Хьюго Рейеса, Эмили де Рэвин в роли Клер Литтлтон, Джош Холлоуэй в роли Джеймса Форда, Майкл Эмерсон в роли Бенджамина Лайнуса, Терри О`Куинн в роли Джона Локка, Адевале Акиннуойе-Агбадже в роли Мистера Эко, Родриго Санторо в роли Пауло, Киле Санчес в роли Никки Фернандес и другие.
К второстепенным героям относятся: Иэн Сомерхолдер как Бун Карлайл, Мэгги Грейс как Шеннон Рутерфорд, Малкольм Дэвид Келли как Уолтер Ллойд, Л. Скотт Колдуэлл как Роуз Нэдлер, Мира Фурлан как Даниэль Руссо, Фредрик Лене как Эдвард Марс, Уильям Мэйпотер как Итан Ром, Джон Терри как Кристиан Шепард, Сэм Андерсон как Бернард Нэдлер, Кимберли Джозеф как Синди Чендлер, М. С. Гейни как Том Фрэндли, Таня Реймонд как Александра Руссо, Франсуа Шо как Пьер Чанг, Бретт Каллен как Гудвин Стэнхоуп, Джули Боуэн как Сара Шепард, Алан Дэйл как Чарльз Уидмор, Соня Уолгер как Пенелопа Уидмор, Марша Томасон как Наоми Доррит, Эндрю Дивофф как Михаил Бакунин, Майкл Боуэн как Дэнни Пикетт, Блейк Башофф как Карл Мартин, и Нестор Карбонель в роли Ричарда Алперта.

## Список серий
| № общий | № в сезоне | Название                                            | Режиссёр          | Автор сценария                                                          | Центр. персонаж    | Дата премьеры   | Зрители в США (млн) |
| --- | ---------- | --------------------------------------------------- | ----------------- | ----------------------------------------------------------------------- | ------------------ | --------------- | ------------------- |
| 50 | 1          | «A Tale of Two Cities» «Повесть о двух городах»     | Джек Бендер       | Сюжет : Деймон Линделоф Телесценарий : Дж. Дж. Абрамс и Деймон Линделоф | Джек               | 4 октября 2006  | 18.82               |
| Другие отвезли Джека, Сойера и Кейт на станцию «Гидра» и разделили их. Джек вспоминал, как разводился с Сарой. |            |                                                     |                   |                                                                         |                    |                 |                     |
| 51 | 2          | «The Glass Ballerina» «Стеклянная балерина»         | Пол Эдвардс       | Джефф Пинкнер и Дрю Годдард                                             | Сун и Джин         | 11 октября 2006 | 16.89               |
| Бен пообещал Джеку вывезти его с острова, если тот согласится сотрудничать с ним. Тем временем Саид, Джин и Сун вступили в схватку с Другими, и Сун подстрелила одну из них. Сун и Джин вспоминали о своих отношениях с Джаем Ли.                                              |            |                                                     |                   |                                                                         |                    |                 |                     |
| 52 | 3          | «Further Instructions» «Дальнейшие указания»        | Стивен Уильямс    | Элизабет Сарнофф и Карлтон Кьюз                                         | Локк               | 18 октября 2006 | 16.31               |
| Бункер взорвался, но Локк, Десмонд и мистер Эко выжили. Локк видел призрак Буна и вместе с Чарли спас Эко от белого медведя. Локк вспоминал время, проведённое на конопляной ферме.                                                                                            |            |                                                     |                   |                                                                         |                    |                 |                     |
| 53 | 4          | «Every Man for Himself» «Каждый сам за себя»        | Стивен Уильямс    | Эдвард Китсис и Адам Хоровиц                                            | Сойер              | 25 октября 2006 | 17.09               |
| Другая, которую ранила Сун, умерла. Бен рассказал Сойеру, что они находятся на другом острове. Джек узнал, что ему предстоит вырезать опухоль Бена. Сойер вспоминал время, когда сидел в тюрьме и узнал, что у него есть дочь.                                                 |            |                                                     |                   |                                                                         |                    |                 |                     |
| 54 | 5          | «The Cost of Living» «Цена жизни»                   | Джек Бендер       | Элисон Шапкер и Моника Брин                                             | Мистер Эко         | 1 ноября 2006   | 16.07               |
| Мистер Эко пошёл за призраком брата, после чего «чёрный дым» убил его. Джульет попросила Джека убить Бена во время операции. Мистер Эко вспоминал брата Йеми. |            |                                                     |                   |                                                                         |                    |                 |                     |
| 55 | 6          | «I Do» «Я согласна»                                 | Такер Гейтс       | Деймон Линделоф и Карлтон Кьюз                                          | Кейт               | 8 ноября 2006   | 17.15               |
| Сойер и Кейт занимались сексом. Джек начал оперировать Бена, но остановился, чтобы Сойер и Кейт успели сбежать. Кейт вспоминала своё недолгое замужество. |            |                                                     |                   |                                                                         |                    |                 |                     |
| 56 | 7          | «Not in Portland» «Не в Портленде»                  | Стивен Уильямс    | Карлтон Кьюз и Джефф Пинкнер                                            | Джульет            | 7 февраля 2007  | 14.49               |
| Джек прооперировал Бена и устроил побег Сойера и Кейт. Также им помогали Алекс (дочь француженки) и Джульет, которая убила одного из преследователей. Джульет вспоминала свою жизнь до острова.                                                                                |            |                                                     |                   |                                                                         |                    |                 |                     |
| 57 | 8          | «Flashes Before Your Eyes» «Вспышки перед глазами»  | Джек Бендер       | Деймон Линделоф и Дрю Годдард                                           | Десмонд            | 14 февраля 2007 | 12.84               |
| Десмонд вспоминал свою жизнь до острова. Он обнаружил, что может видеть будущее, и, в частности, предсказал Чарли скорую смерть. |            |                                                     |                   |                                                                         |                    |                 |                     |
| 58 | 9          | «Stranger in a Strange Land» «Чужак в чужой стране» | Пэрис Барклай     | Элизабет Сарнофф и Кристина М. Ким                                      | Джек               | 21 февраля 2007 | 12.95               |
| Пока Джульет ожидала суда, Джеку опять пришлось лечить Бена. Кейт и Сойер приплыли на лодке на свой остров. Джек вспоминал о том, как ему сделали татуировку в Таиланде. |            |                                                     |                   |                                                                         |                    |                 |                     |
| 59 | 10         | «Tricia Tanaka Is Dead» «Триша Танака мертва»       | Эрик Ланёвилль    | Эдвард Китсис и Адам Хоровиц                                            | Хёрли              | 28 февраля 2007 | 12.78               |
| Кейт и Сойер вернулись в лагерь. Хёрли нашёл в джунглях автобус и сумел завести его. Кейт, Саид и Локк отправились на поиски Руссо, чтобы та помогла им спасти Джека. Хёрли вспоминал о том, как его отец вернулся домой после 17-ти лет отсутствия и только ради денег сына.  |            |                                                     |                   |                                                                         |                    |                 |                     |
| 60 | 11         | «Enter 77» «Введите 77»                             | Стивен Уильямс    | Деймон Линделоф и Карлтон Кьюз                                          | Саид               | 7 марта 2007    | 12.45               |
| Локк, Саид и Кейт нашли станцию «Пламя» и познакомились с её одноглазым смотрителем. Саид, согласно его воспоминаниям, нашёл ещё кое-кого, кого мог знать в Париже. В лагере Сойер не смог отыграть в пинг-понг свои вещи.                                                     |            |                                                     |                   |                                                                         |                    |                 |                     |
| 61 | 12         | «Par Avion» «Авиапочта»                             | Пол Эдвардс       | Кристина М. Ким и Джордан Розенберг                                     | Клэр               | 14 марта 2007   | 12.48               |
| После того, как Клер замечает стаю мигрирующих птиц, и у неё появляется неожиданный план спасти всех с острова. В то же время Саид, Кейт, Джон и Даниэль продолжают искать лагерь Других. Воспоминание фокусируется на Клер, в котором раскрывается правда о её матери и отце. |            |                                                     |                   |                                                                         |                    |                 |                     |
| 62 | 13         | «The Man from Tallahassee» «Человек из Таллахасси»  | Джек Бендер       | Дрю Годдард и Джефф Пинкнер                                             | Локк               | 21 марта 2007   | 12.22               |
| Бен попытался отговорить Локка от намеченного плана и обещал взамен раскрыть один из секретов острова. Кейт встретилась с Джеком и узнала, что Другие пообещали отпустить его с острова. Локк вспоминал обстоятельства, при которых его парализовало.                          |            |                                                     |                   |                                                                         |                    |                 |                     |
| 63 | 14         | «Exposé» «Разоблачение»                             | Стивен Уильямс    | Эдвард Китсис и Адам Хоровиц                                            | Никки и Пауло      | 28 марта 2007   | 11.52               |
| Воспоминания Никки и Пауло о совершённом в Австралии преступлении чередовались с трагическими событиями на острове, когда в результате укуса паука их обоих парализовало, а товарищи похоронили их, решив, что они мертвы.                                                     |            |                                                     |                   |                                                                         |                    |                 |                     |
| 64 | 15         | «Left Behind» «Брошенные»                           | Карен Гавиола     | Деймон Линделоф и Элизабет Сарнофф                                      | Кейт               | 4 апреля 2007   | 11.66               |
| Джульет пытается войти в доверие к Кейт. Джек, Кейт, Саид и Джульет идут в лагерь на берегу. Мы узнаём подробности жизни Кейт. |            |                                                     |                   |                                                                         |                    |                 |                     |
| 65 | 16         | «One of Us» «Одна из нас»                           | Джек Бендер       | Карлтон Кьюз и Дрю Годдард                                              | Джульет            | 11 апреля 2007  | 12.09               |
| Джульет приходит в лагерь на берегу и спасает жизнь Клер. Оказывается, что Джульет заслана Другими и что болезнь Клер — это действие имплантата. |            |                                                     |                   |                                                                         |                    |                 |                     |
| 66 | 17         | «Catch-22» «Уловка 22»                              | Стивен Уильямс    | Джефф Пинкнер и Брайан К. Вон                                           | Десмонд            | 18 апреля 2007  | 12.08               |
| Десмонд видит в своих видениях, что на остров катапультируется его возлюбленная Пенелопа и по дороге до неё Чарли умирает в ловушке Руссо, но он меняет общую картину видения, Чарли выживает и на остров спускается парашютистка Наоми.                                       |            |                                                     |                   |                                                                         |                    |                 |                     |
| 67 | 18         | «D.O.C.» «День зачатия»                             | Фредерик И.О. Туа | Эдвард Китсис и Адам Хоровиц                                            | Сун                | 25 апреля 2007  | 11.86               |
| Узнав, что беременные умирают на острове, Сун согласилась разрешить Джульет осмотреть её. Десмонд позволил чудом выжившему Бакунину спасти упавшую с парашютом незнакомку. Сун вспоминала события, случившиеся после их с Джином свадьбы.                                      |            |                                                     |                   |                                                                         |                    |                 |                     |
| 68 | 19         | «The Brig» «Гауптвахта»                             | Эрик Ланёвилль    | Деймон Линделоф и Карлтон Кьюз                                          | Локк               | 2 мая 2007      | 12.33               |
| В этой серии рассказывается о том, что делал Локк у Других и как Сойер убил отца Локка на острове. |            |                                                     |                   |                                                                         |                    |                 |                     |
| 69 | 20         | «The Man Behind the Curtain» «Человек за ширмой»    | Бобби Рот         | Элизабет Сарнофф и Дрю Годдард                                          | Бен                | 9 мая 2007      | 12.11               |
| Бен вспоминает, как оказался на острове и что произошло с «Дхармой». Локк идёт с Беном к Джейкобу и слышит его голос. Бен стреляет в Локка. Джульет рассказывает всем, что Бен заставляет её шпионить.                                                                         |            |                                                     |                   |                                                                         |                    |                 |                     |
| 70 | 21         | «Greatest Hits» «Избранное»                         | Стивен Уильямс    | Эдвард Китсис и Адам Хоровиц                                            | Чарли Карл и Алекс | 16 мая 2007     | 12.32               |
| Десмонд сообщает Чарли, что снова видел его смерть, а после этого все были спасены с острова. Чарли соглашается отправиться на задание, и вместе с Десмондом они отправляются на подводную станцию. Выжившие готовят ловушку Другим.                                           |            |                                                     |                   |                                                                         |                    |                 |                     |
| 7172 | 2223       | «Through the Looking Glass» «В Зазеркалье»          | Джек Бендер       | Деймон Линделоф и Карлтон Кьюз                                          | Джек               | 23 мая 2007     | 13.86               |
| Джек уводит выживших к радиовышке. Появляется Бен, требует остановиться и не верить Наоми. Выжившие связываются с кораблём и празднуют возможное спасение. Из флешфорварда мы узнаём, что стало с Джеком и Кейт после спасения с острова.                                      |            |                                                     |                   |                                                                         |                    |                 |                     |